# Нови Двур Крулевски
Но̀ви Двур Крулѐвски (на полски: Nowy Dwór Królewski) е село в Полша, Куявско-Поморско войводство, Хелмински окръг, община Папово Бискупе. Първите сведения за селото като населено място датират от 1398 г.
Селото е с население от 172 души (по преброяване от 2011 г.).